# Petrus Hübner
Petrus Paul Hübner OCist (Beč-Lainz, 18. siječnja 1948. – Bečko Novo Mjesto, 28. listopada 2022.) bio je cistercit i svećenik donjoaustrijske opatije Heiligenkreuz, subprior opatije Neukloster, crkveni glazbenik i od 2016. do 2022. biskupski vikar Južnoga vikarijata Bečke nadbiskupije (njem. Vikariat Süd der Erzdiözese Wien).

## Životopis
Paul Hübner rođen je 1948. godine kao osmo dijete u obitelji Hübner u Lainzu, danas dijelu 13. bečkog okruga. Otac, koji je bio orguljaš u Lainzu, svom je sinu već u ranom djetinjstvu usadio ljubav prema glazbi. Nakon položene mature u bečkoj gimnaziji Fichtnergasse, Paul Hübner je 1966. pristupio cistercitima u opatiji Heiligenkreuz, gdje 28. listopada iste godine postaje novakom i uzima redovničko ime Petrus. Godinu dana poslije polaže u Heiligenkreuzu privremene, a 1970. godine i trajne redovničke zavjete.
Hübner je studirao teologiju na Visokoj školi u Heiligenkreuzu i od 1970. do 1975. godine crkvenu glazbu na tadašnjoj Visokoj školi za glazbu i scenske umjetnosti u Beču (njem. Hochschule für Musik und darstellende Kunst Wien, današnji Universität für Musik und darstellende Kunst Wien). Tijekom studija istodobno je djelovao u Heiligenkreuzu kao odgajatelj u internatu i kao orguljaš u samostanskoj crkvi. Dana 29. lipnja 1973. u matičnoj je opatiji Heiligenkreuz zaređen za svećenika, a dva dana poslije u rodnom je Lainzu slavio mladu misu.
Pater Petrus je djelovao kao kapelan u župi Bečko Novo Mjesto-Neukloster (1975. – 1984.), kao župnik u Pfaffstättenu (1984. – 2002.) i dekan u Dekanatu Baden (1999. – 2002.). Potom je službovao kao župnik u župi Bečko Novo Mjesto-Neukloster (2002. – 2011.) i kao dekan u Dekanatu Bečko Novo Mjesto (2003. – 2016.). Od 2011. do 2019. djelovao je i kao župnik-moderator u Maiersdorfu i Muthmannsdorfu. Od 1. rujna 2016. do smrti bio je biskupski vikar Južnoga vikarijata Bečke nadbiskupije. Službu biskupskog vikara zadržao je i kad se 2019. vratio u opatiju Neukloster, gdje je djelovao kao subprior. Njegov je životni moto bio: »Radost Gospodnja naša je snaga!« (Neh 8,10).
Rekvijem za patera Hübnera je 11. studenoga 2022. u samostanskoj crkvi opatije Heiligenkreuz predvodio kardinal Christoph Schönborn, nadbiskup bečki. Pater Hübner je poslije mise pokopan na samostanskom groblju opatije Heiligenkreuz.

## Weblinks
- YouTube – Stift Heiligenkreuz: Christoph Kardinal Schönborn über Pater Petrus Hübner † (njem.)
- YouTube – Stift Heiligenkreuz: Requiem Bischofsvikar Pater Petrus Hübner LIVE, mit Christoph Kardinal Schönborn (njem.)
- Der Sonntag: In memoriam P. Petrus Hübner – Der Bischofsvikar über sein Priestervorbild (njem.)